# 南西厢记
《南西廂記》，明朝戲曲家李日華著。
李日华在崔时佩改写《北西廂》的基础上增饰，有《游殿》、《佳期》、《跳墙》、《拷红》等折子，人物情節與王實甫北曲雜劇《西廂記》雷同，藝術成就不高。陸采對李日華《南西廂記》不滿意，重編《北西廂》為《南西廂記》，但目前流行的是李日华的作品。